# 2013年東亞運動會壁球比賽
2013年東亞運動會壁球比賽是從2013年10月5日至10月10日期間，在天津天津體育中心自行車館所舉行的賽事。

## 獎牌榜
| 排名 | 国家／地区 | 金牌 | 银牌 | 铜牌 | 總數 |
| ---- | ---------- | ---- | ---- | ---- | ---- |
| 1    | 中国香港   | 4    | 0    | 2    | 6    |
| 2    | 日本       | 0    | 1    | 2    | 3    |
| 3    | 中国       | 0    | 1    | 1    | 2    |
| 3    | 韩国       | 0    | 1    | 1    | 2    |
| 5    | 中华台北   | 0    | 1    | 0    | 1    |
| 總計 | 總計       | 4    | 4    | 6    | 14   |

## 獲勝者
| 項目              | 金牌               | 银牌               | 铜牌               |
| 男子單打 （詳細） | 李浩賢（中国香港） | 黃政堯（中华台北） | 歐鎮銘（中国香港） |
| 男子單打 （詳細） | 李浩賢（中国香港） | 黃政堯（中华台北） | 福井裕太（日本）   |
| 女子單打 （詳細） | 陳浩鈴（中国香港） | 李東錦（中国）     | 歐詠芝（中国香港） |
| 女子單打 （詳細） | 陳浩鈴（中国香港） | 李東錦（中国）     | 松井千夏（日本）   |
| 男子團體 （詳細） | 中国香港           | 日本               | 韩国               |
| 女子團體 （詳細） | 中国香港           | 韩国               | 中国               |

## 外部連結
- 東亞運動會壁球競賽日程表